# Tanytarsus ginzanlemeus
Tanytarsus ginzanlemeus är en tvåvingeart som beskrevs av Sasa och Suzuki 2001. Tanytarsus ginzanlemeus ingår i släktet Tanytarsus och familjen fjädermyggor. Inga underarter finns listade i Catalogue of Life.